# ADO Den Haag (vrouwenvoetbal)
ADO Den Haag Vrouwen is een voetbalclub uit Den Haag die vanaf het seizoen 2007/08 in de Eredivisie Vrouwen speelt. ADO Den Haag is van 2007-2014 een samenwerkingsverband aangegaan met topklasse Ter Leede uit Sassenheim. Omdat Ter Leede in het seizoen 2006/07 kampioen van de Hoofdklasse was geworden mocht ADO Den Haag in het eerste seizoen van de Eredivisie deelnemen aan de UEFA Women's Cup.
Sinds seizoen 2021/22 wordt het vrouwenelftal van ADO Den Haag gesponsord door de radiozender GirlPower Radio, die in Den Haag gezeteld is.

## Eerste elftal

#### Speelsters
| Nr              | Naam                       | Nationaliteit | Vorige club | ADO debuut | Contract |
| --------------- | -------------------------- | ------------- | ----------- | ---------- | -------- |
| Keepsters       |                            |               |             |            |          |
|                 | Barbara Lorsheijd          | Nederland     | FC Twente   |            |          |
|                 | Isa Grimmius               | Nederland     |             |            |          |
| Verdedigsters   |                            |               |             |            |          |
|                 | Bo Vonk                    | Nederland     |             |            |          |
|                 | Daniëlle Noordermeer       | Nederland     | Excelsior   |            |          |
|                 | Cato Pijnacker Hordijk     | Nederland     |             |            |          |
|                 | Kayra Nelemans             | Nederland     |             |            |          |
|                 | Pleun Raaijmakers          | Nederland     | PSV         |            |          |
|                 | Jill van den Ende          | Nederland     |             |            |          |
|                 | June Burgers               | Nederland     |             |            |          |
| Middenveldsters |                            |               |             |            |          |
|                 | Cheyenne van den Goorbergh | Nederland     | Feyenoord   |            |          |
|                 | Louise van Oosten          | Nederland     |             |            |          |
|                 | Lauren Glotzbach           | Nederland     |             |            |          |
|                 | Annouk Boshuizen           | Nederland     | FC Twente   |            |          |
|                 | Quinty Dupon               | Nederland     |             |            |          |
| Aanvalsters     |                            |               |             |            |          |
|                 | Lobke Loonen               | Nederland     | KAA Gent    |            |          |
|                 | Gina Viehoff               | Nederland     |             |            |          |
|                 | Iris Remmers               | Nederland     |             |            |          |
|                 | Anne van Egmond            | Nederland     |             |            |          |
|                 | Floortje Bol               | Nederland     |             |            |          |
|                 | Victoria Boerboom          | Nederland     |             |            |          |

––bron

#### Technische Staf
| Technische staf   |                       |
| Marten Glotzbach  | Hoofdtrainer          |
| Sandra van Tol    | Assistent-trainer     |
| Pasquinel te pas  | Keeperstrainer        |
| Annie Hoek        | Teammanager           |
| Medische staf     |                       |
| Hans van Pelt     | Clubarts              |
| Patricia van Laar | Fysiotherapeute       |
| Overige staf      |                       |
| Nangila van Eyck  | Technisch coördinator |

## Erelijst
| Nationaal     |    |                           |
| Landskampioen | 1x | 2011/12                   |
| KNVB Beker    | 3x | 2011/12, 2012/13, 2015/16 |

## In Europa
- 1Q = Eerste kwalificatieronde
- Groepsfase
- 1/16 = 1/16e finale
- PUC = punten UEFA-coëfficiënten

| Seizoen | Competitie                    | Ronde | Land             | Club                     | Totaalscore | 1e W    | 2e W    | PUC |
| ------- | ----------------------------- | ----- | ---------------- | ------------------------ | ----------- | ------- | ------- | --- |
| 2007/08 | UEFA Women's Cup              | 1Q    | Vlag van Faeröer | Klaksvíkar Ítróttarfelag | 1–1         | 1–1 (T) |         | 0.5 |
|         |                               | 1Q    | Vlag van Finland | FC Honka Espoo           | 1–0         | 1–0 (U) |         | 0.5 |
|         |                               | 1Q    | Vlag van IJsland | Valur Reykjavík          | 1–5         | 1–5 (T) |         | 0.5 |
| 2012/13 | UEFA Women's Champions League | 1/16  | Vlag van Rusland | WFC Rossiyanka           | 3–5         | 1–4 (T) | 2–1 (U) | 5.0 |

Totaal aantal punten voor UEFA-coëfficiënten: 5.5
- Zie ook: Deelnemers UEFA toernooien Nederland#Vrouwen

## Overzichtslijsten

### Competitie
- 2008 4e
Eredivisie
- 2009 2e
Eredivisie
- 2010 2e
Eredivisie
- 2011 2e
Eredivisie
- 2012 1e
Eredivisie
- 2013 5e
Women's BeNe League
- 2014 6e
Women's BeNe League
- 2015 4e
Women's BeNe League
- 2016 4e
Eredivisie
- 2017 4e
Eredivisie
- 2018 6e
Eredivisie
- 2019 4e
Eredivisie
- 2020 5e
Eredivisie
- 2021 4e
Eredivisie
- 2022 4e
Eredivisie
- 2023 5e
Eredivisie
- 2024 5e
Eredivisie
- 2025 7e
Eredivisie

In elke staaf van de grafiek staat van boven naar beneden vermeld: 
- Eindnotering

Dit is de positie die de club heeft bereikt in de competitie, zonder eventuele beslissings-, play-off- of nacompetitiewedstrijden die nodig zijn geweest om bijvoorbeeld de kampioen van de competitie te bepalen.
Indien een * achter het getal staat is de notering een tussenstand en kan het zijn dat de notering niet overeenkomt met de uiteindelijke eindstand van de competitie.
Staat er een - dan is het seizoen nog bezig en is er geen definitieve uitslag bekend.
Staat er xx op de positie van de notering, dan heeft de club vroegtijdig de competitie verlaten. Dit kan onder andere komen door terugtrekking van het team, faillissement van de club of door een uitgedeelde straf van de KNVB. In veel gevallen staat elders in het artikel de reden vermeld.
Staat er een ? dan is het resultaat uit het verleden onbekend, en is alleen de competitie of het niveau bekend van dat seizoen.
In de seizoenen 2019/20 en 2020/21 werd wegens de coronacrisis het amateurvoetbal afgebroken. Daardoor kennen deze staven geen eindklassering (middels -- weergegeven).
- Competitieniveau en afdelingsletter of Officiële eindstand Eredivisie
  - Competitieniveau en afdelingsletter

Hierbij geeft het getal het niveau weer, dat ook terug te vinden is in de legenda. De letter is de afdelingsaanduiding en wordt gebruikt wanneer er meer afdelingen zijn op hetzelfde niveau. De afdelingsletter is altijd een hoofdletter en wordt meestal zonder nummer gebruikt.
Voorbeeld: 2F is niveau 2e klasse competitie F.
Het competitieniveau en nummer wordt niet vermeld wanneer er slechts één competitie van dit niveau was.
  - Officiële eindstand Eredivisie (getal staat tussen haakjes vermeld)

Sinds de introductie van play-offwedstrijden voor Europees voetbal na afloop van de reguliere competitie in 2005/06, is de KNVB verplicht een eindstand van de Eredivisie door te geven aan de UEFA aan de hand van deze play-offwedstrijden.
Bij deze eindstand staan clubs die zich hebben gekwalificeerd voor Europees voetbal hoger dan clubs die zich niet wisten te kwalificeren. Indien er geen verschil was tussen de eindnotering en de officiële eindstand, staat dit getal niet vermeld.

- Onderafdeling

Hier staat afgekort de naam van de onderafdeling indien de club in dat jaar in een onderafdeling uitkwam. Tevens staat deze afkorting in de legenda en wordt gelinkt naar het artikel over deze onderafdeling. Deze afkorting wordt alleen vermeld wanneer de club in het verleden in verschillende onderafdelingen heeft gespeeld. Deze vermelding is in de staaf altijd in kleine letters. Deze onderafdelingen zijn na het seizoen 1995/96 afgeschaft. Heeft de club in slechts één onderafdeling gespeeld, dan is dit alleen terug te vinden in de legenda.
Onder de staaf staat het jaartal vermeld waarin het seizoen is afgesloten. 15 verwijst naar het seizoen 2014/15 of eventueel het seizoen 1914/15.
Wanneer een staaf leeg is, zijn deze gegevens niet bekend. Het kan ook zijn dat de club dat seizoen niet heeft meegespeeld op het hogere amateurniveau, vroegtijdig de competitie heeft verlaten of uit de competitie is gezet.

In het seizoen 1944/45 was er wegens de Tweede Wereldoorlog geen regulier competitievoetbal.
- Eredivisie
- Women's BeNe League

### Seizoensoverzichten

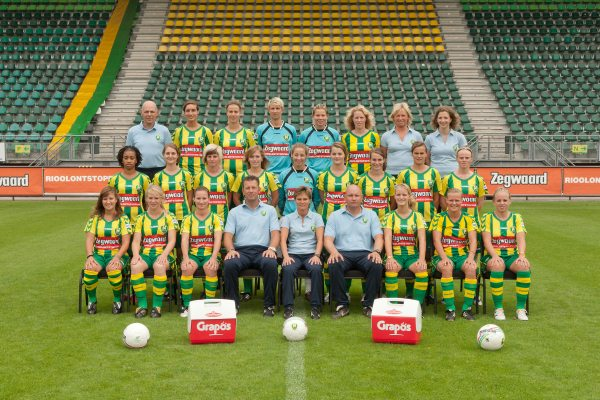
ADO Dames 2010 - 2011

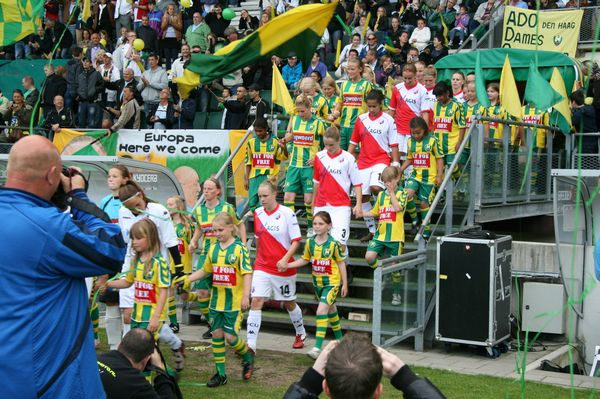
ADO Vrouwen opkomst laatste competitie wedstrijd tegen FC Utrecht.

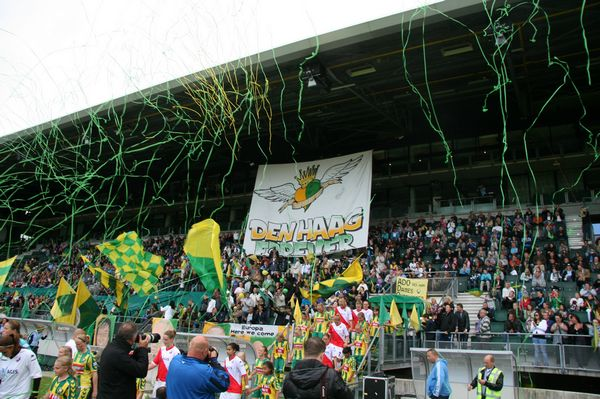
Het aantal toeschouwers groeit snel bij de ADO Vrouwen.

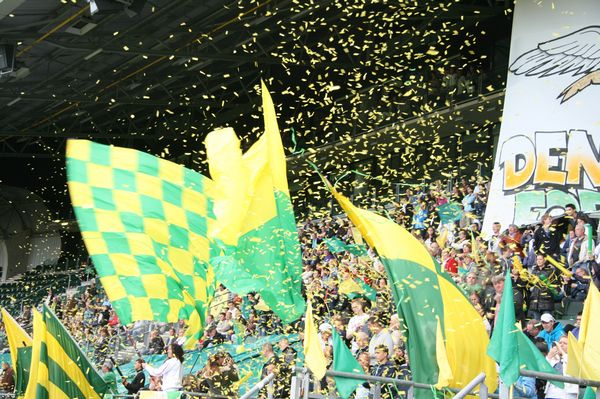
ADO Vrouwen

| Resultaten van ADO Den Haag sinds de toetreding in het vrouwenvoetbal in 2007 | Resultaten van ADO Den Haag sinds de toetreding in het vrouwenvoetbal in 2007 | Resultaten van ADO Den Haag sinds de toetreding in het vrouwenvoetbal in 2007 | Resultaten van ADO Den Haag sinds de toetreding in het vrouwenvoetbal in 2007 | Resultaten van ADO Den Haag sinds de toetreding in het vrouwenvoetbal in 2007 | Resultaten van ADO Den Haag sinds de toetreding in het vrouwenvoetbal in 2007 | Resultaten van ADO Den Haag sinds de toetreding in het vrouwenvoetbal in 2007 | Resultaten van ADO Den Haag sinds de toetreding in het vrouwenvoetbal in 2007 | Resultaten van ADO Den Haag sinds de toetreding in het vrouwenvoetbal in 2007 | Resultaten van ADO Den Haag sinds de toetreding in het vrouwenvoetbal in 2007 | Resultaten van ADO Den Haag sinds de toetreding in het vrouwenvoetbal in 2007 | Resultaten van ADO Den Haag sinds de toetreding in het vrouwenvoetbal in 2007 | Resultaten van ADO Den Haag sinds de toetreding in het vrouwenvoetbal in 2007 | Resultaten van ADO Den Haag sinds de toetreding in het vrouwenvoetbal in 2007                                                                                           |
| Seizoen                                                                       | Competitie                                                                    | Competitie                                                                    | Competitie                                                                    | Competitie                                                                    | Competitie                                                                    | Competitie                                                                    | Competitie                                                                    | Competitie                                                                    | Competitie                                                                    | Kwalificatie                                                                  | KNVB Beker                                                                    | Eredivisie Cup                                                                | Bijzonderheid |
| Seizoen                                                                       | Divisie                                                                       | GW                                                                            | W                                                                             | G                                                                             | V                                                                             | PNT                                                                           | DV                                                                            | DT                                                                            | POS                                                                           | Kwalificatie                                                                  | KNVB Beker                                                                    | Eredivisie Cup                                                                | Bijzonderheid |
| ----------------------------------------------------------------------------- | ----------------------------------------------------------------------------- | ----------------------------------------------------------------------------- | ----------------------------------------------------------------------------- | ----------------------------------------------------------------------------- | ----------------------------------------------------------------------------- | ----------------------------------------------------------------------------- | ----------------------------------------------------------------------------- | ----------------------------------------------------------------------------- | ----------------------------------------------------------------------------- | ----------------------------------------------------------------------------- | ----------------------------------------------------------------------------- | ----------------------------------------------------------------------------- | --- |
| 2007/08                                                                       | Eredivisie                                                                    | 20                                                                            | 7                                                                             | 8                                                                             | 5                                                                             | 29                                                                            | 25                                                                            | 27                                                                            | 4e                                                                            | –                                                                             | Achtste finale                                                                | Niet gespeeld                                                                 | Eerste seizoen ADO Den Haag Als eerste professionele club gekwalificeerd voor de UEFA Women's Cup                                                                       |
| 2008/09                                                                       | Eredivisie                                                                    | 24                                                                            | 14                                                                            | 4                                                                             | 6                                                                             | 46                                                                            | 42                                                                            | 24                                                                            | 2e                                                                            | –                                                                             | Teruggetrokken                                                                | Niet gespeeld                                                                 | – |
| 2009/10                                                                       | Eredivisie                                                                    | 20                                                                            | 11                                                                            | 4                                                                             | 5                                                                             | 37                                                                            | 24                                                                            | 16                                                                            | 2e                                                                            | –                                                                             | Achtste finale                                                                | Niet gespeeld                                                                 | – |
| 2010/11                                                                       | Eredivisie                                                                    | 21                                                                            | 13                                                                            | 4                                                                             | 4                                                                             | 43                                                                            | 53                                                                            | 24                                                                            | 2e                                                                            | –                                                                             | Halve finale                                                                  | Niet gespeeld                                                                 | – |
| 2011/12                                                                       | Eredivisie                                                                    | 18                                                                            | 15                                                                            | 2                                                                             | 1                                                                             | 47                                                                            | 60                                                                            | 18                                                                            | 1e                                                                            | UEFA Women's Champions League                                                 | Winnaar                                                                       | Niet gespeeld                                                                 | – |
| 2012/13                                                                       | BeNe League Orange                                                            | 14                                                                            | 9                                                                             | 2                                                                             | 3                                                                             | 29                                                                            | 33                                                                            | 19                                                                            | 2e                                                                            | Women's BeNe League A                                                         | Winnaar                                                                       | Niet gespeeld                                                                 | Halve competitie |
| 2012/13                                                                       | Women's BeNe League A                                                         | 14                                                                            | 6                                                                             | 3                                                                             | 5                                                                             | 21                                                                            | 14                                                                            | 17                                                                            | 5e                                                                            | –                                                                             | Winnaar                                                                       | Niet gespeeld                                                                 | – |
| 2013/14                                                                       | Women's BeNe League                                                           | 26                                                                            | 12                                                                            | 3                                                                             | 11                                                                            | 39                                                                            | 55                                                                            | 39                                                                            | 6e                                                                            | –                                                                             | Achtste finale                                                                | Niet gespeeld                                                                 | – |
| 2014/15                                                                       | Women's BeNe League                                                           | 24                                                                            | 12                                                                            | 3                                                                             | 9                                                                             | 39                                                                            | 52                                                                            | 35                                                                            | 4e                                                                            | –                                                                             | Halve finale                                                                  | Niet gespeeld                                                                 | – |
| 2015/16                                                                       | Eredivisie                                                                    | 24                                                                            | 10                                                                            | 4                                                                             | 10                                                                            | 34                                                                            | 45                                                                            | 42                                                                            | 4e                                                                            | –                                                                             | Winnaar                                                                       | Niet gespeeld                                                                 | – |
| 2016/17                                                                       | Eredivisie                                                                    | 21                                                                            | 12                                                                            | 3                                                                             | 6                                                                             | 39                                                                            | 43                                                                            | 35                                                                            | 4e                                                                            | Kampioensgroep                                                                | Kwartfinale                                                                   | Niet gespeeld                                                                 | – |
| 2016/17                                                                       | Eredivisie (Kampioensgroep)                                                   | 6                                                                             | 1                                                                             | 0                                                                             | 5                                                                             | 23                                                                            | 4                                                                             | 13                                                                            | 4e                                                                            | –                                                                             | Kwartfinale                                                                   | Niet gespeeld                                                                 | – |
| 2017/18                                                                       | Eredivisie                                                                    | 16                                                                            | 6                                                                             | 4                                                                             | 6                                                                             | 22                                                                            | 24                                                                            | 25                                                                            | 6e                                                                            | Plaatseringsgroep                                                             | Kwartfinale                                                                   | Niet gespeeld                                                                 | – |
| 2017/18                                                                       | Eredivisie (Plaatseringsgroep)                                                | 9                                                                             | 6                                                                             | 2                                                                             | 1                                                                             | 31                                                                            | 24                                                                            | 11                                                                            | 6e                                                                            |                                                                               | Kwartfinale                                                                   | Niet gespeeld                                                                 | – |
| 2018/19                                                                       | Eredivisie                                                                    | 16                                                                            | 9                                                                             | 1                                                                             | 6                                                                             | 28                                                                            | 42                                                                            | 23                                                                            | 4e                                                                            | Kampioensgroep                                                                | Halve finale                                                                  | Niet gespeeld                                                                 | – |
| 2018/19                                                                       | Eredivisie (Kampioensgroep)                                                   | 8                                                                             | 1                                                                             | 4                                                                             | 3                                                                             | 21                                                                            | 13                                                                            | 19                                                                            | 4e                                                                            | –                                                                             | Halve finale                                                                  | Niet gespeeld                                                                 | – |
| 2019/20                                                                       | Eredivisie                                                                    | 12                                                                            | 3                                                                             | 3                                                                             | 6                                                                             | 12                                                                            | 12                                                                            | 16                                                                            | 5e                                                                            | –                                                                             | n.v.t.                                                                        | 3e                                                                            | Door de coronacrisis is competitie niet afgemaakt. De tussenstand na 12 speelrondes werd de eindstand Dit hield in dat er geen kampioensgroep of plaatseringsgroep was. |
| 2020/21                                                                       | Vrouwen Eredivisie                                                            | 14                                                                            | 5                                                                             | 5                                                                             | 4                                                                             | 20                                                                            | 21                                                                            | 16                                                                            | 4e                                                                            | Kampioensgroep                                                                | Finalist                                                                      | 7e                                                                            | – |
| 2020/21                                                                       | Vrouwen Eredivisie (Kampioensgroep)                                           | 6                                                                             | 0                                                                             | 1                                                                             | 5                                                                             | 11                                                                            | 6                                                                             | 17                                                                            | 4e                                                                            | –                                                                             | Finalist                                                                      | 7e                                                                            | – |
| 2021/22                                                                       | Vrouwen Eredivisie                                                            | 24                                                                            | 11                                                                            | 6                                                                             | 7                                                                             | 39                                                                            | 49                                                                            | 32                                                                            | 4e                                                                            | –                                                                             | Halve finale                                                                  | Halve finale                                                                  | – |
| 2022/23                                                                       | Vrouwen Eredivisie                                                            | 20                                                                            | 10                                                                            | 2                                                                             | 8                                                                             | 32                                                                            | 42                                                                            | 21                                                                            | 5e                                                                            |                                                                               | Halve finale                                                                  | Geen deelname                                                                 | |
| 2023/24                                                                       | Vrouwen Eredivisie                                                            | 22                                                                            | 9                                                                             | 5                                                                             | 8                                                                             | 32                                                                            | 31                                                                            | 23                                                                            | 5e                                                                            |                                                                               | Achtste finale                                                                | Geen deelname                                                                 | |
| 2024/25                                                                       | Vrouwen Eredivisie                                                            | 22                                                                            | 5                                                                             | 6                                                                             | 11                                                                            | 21                                                                            | 25                                                                            | 43                                                                            | 7e                                                                            |                                                                               | Kwartfinale                                                                   | Geen deelname                                                                 | |
| 2025/26                                                                       | Vrouwen Eredivisie                                                            |                                                                               |                                                                               |                                                                               |                                                                               |                                                                               |                                                                               |                                                                               | e                                                                             |                                                                               |                                                                               |                                                                               | |

### Records
- Hoogste toeschouwersaantal thuis: 6250 tegen Ajax op 15 april 2016 (posteractie)
- Hoogste toeschouwersaantal thuis: 5800 tegen Telstar op 26 april 2012 (Ladies Day en kampioenswedstrijd)
- Laagste toeschouwersaantal thuis: 200 tegen Willem II op 20 november 2008 (bij −8 °C)
- Hoogste toeschouwersaantal uit: 3000 tegen FC Twente op 19 mei 2009
- Laagste toeschouwersaantal uit: 55 tegen OH Leuven op 21 februari 2014
- Meeste wedstrijden op rij gewonnen (officieel): (9) van 16 maart 2012 t/m 27 mei 2012
- Meeste wedstrijden op rij gewonnen (competitie): (6) van 06 mei 2010 t/m 30 september 2010, van 7 april 2011 t/m 2 september 2011, van 7 oktober 2011 t/m 9 december 2011 en van 23 maart 2012 t/m 18 mei 2012
- Meeste wedstrijden op rij verloren (competitie): (3) van 11 september 2008 t/m 09 oktober 2008 en van 4 oktober 2013 t/m 18 oktober 2013
- Meeste wedstrijden op rij zonder nederlaag (competitie): (16) van 7 april 2011 t/m 24 februari 2012
- Meeste wedstrijden op rij zonder overwinning (competitie): (5) van 4 oktober 2007 t/m 4 december 2007, van 24 januari 2008 t/m 28 februari 2008 en van 4 oktober 2013 t/m 8 november 2013
- Meeste doelpunten in een wedstrijd (competitie): Renate Jansen (5) tegen Antwerp FC op 30 mei 2014
- Meeste doelpunten in een wedstrijd (KNVB Beker): Renate Jansen (6) tegen SV Saestum 2 op 29 maart 2009

Meeste officiële wedstrijden
1. Renate Jansen 176 wedstrijden
2. Sheila van den Bulk 149 wedstrijden
3. Sylvia Nooij 141 wedstrijden
4. Barbara Lorsheijd en Lucienne Reichardt 130 wedstrijden

Meeste doelpunten
1. Renate Jansen 108 doelpunten
2. Lisanne Grimberg 57 doelpunten
3. Sheila van den Bulk 36 doelpunten
4. Lineth Beerensteyn 31 doelpunten
5. Jill Wilmot 27 doelpunten

Meeste assists
1. Renate Jansen 80 assists
2. Lisanne Grimberg 49 assists
3. Jeanine van Dalen 38 assists
4. Jill Wilmot 29 assists
5. Lineth Beerensteyn 22 assists

Meest gescoorde competitiedoelpunten in één seizoen
1. Renate Jansen 19 doelpunten — BeNe League 2013/14
2. Renate Jansen 16 doelpunten — BeNe League Orange (10) en BeNe League A (6) 2012/13
3. Lisanne Grimberg en Renate Jansen 14 doelpunten — Eredivisie 2010/11

Grootste thuisoverwinning (competitie)
1. ADO Den Haag - Antwerp FC (8-0) 30 mei 2014
2. ADO Den Haag - FC Utrecht (7-0) 4 november 2011
3. ADO Den Haag - Roda JC (5-0) 2 april 2009
4. ADO Den Haag - FC Zwolle (5-0) 28 april 2011
5. ADO Den Haag - VVV-Venlo (5-1) 27 januari 2011
6. ADO Den Haag - VVV-Venlo (5-1) 21 februari 2012

Grootste thuisnederlaag (competitie)
1. ADO Den Haag - Ajax (1-6) 24 februari 2015
2. ADO Den Haag - FC Twente (1-5) 26 april 2013
3. ADO Den Haag - Willem II (2-5) 15 april 2009
4. ADO Den Haag - Willem II (1-4) 2 april 2009
5. ADO Den Haag - AZ (0-3) 23 maart 2011
6. ADO Den Haag - PSV/FC Eindhoven (0-3) 24 augustus 2012
7. ADO Den Haag - Standard Luik (0-3) 10 mei 2013

Grootste uitoverwinning (competitie)
1. PEC Zwolle - ADO Den Haag (1-9) 27 februari 2015
2. FC Zwolle - ADO Den Haag (0-8) 2 september 2011
3. PEC Zwolle - ADO Den Haag (0-7) 14 maart 2014
4. FC Zwolle - ADO Den Haag (0-5) 28 oktober 2010

Grootste uitnederlaag (competitie)
1. Standard Luik - ADO Den Haag (6-1) 12 oktober 2013
2. SC Heerenveen - ADO Den Haag (4-1) 6 juni 2014
3. Anderlecht - ADO Den Haag (4-1) 16 januari 2015
4. Willem II - ADO Den Haag (3-0) 10 april 2008
5. Standard Luik - ADO Den Haag (3-0) 30 maart 2013

Grootste thuisoverwinning (KNVB Beker)
1. ADO Den Haag - PEC Zwolle (5-1) 13 maart 2015
2. ADO Den Haag - VVV-Venlo (4-0) 26 maart 2011
3. ADO Den Haag - VVV-Venlo (5-2) 27 mei 2012
4. ADO Den Haag - SC Telstar (4-2) 16 april 2010

Grootste thuisnederlaag (KNVB Beker)
1. Nog niet van toepassing.

Grootste uitoverwinning (KNVB Beker)
1. FC Gelre - ADO Den Haag (0-11) 27 februari 2011
2. SV Saestum 2 - ADO Den Haag (0-10) 29 maart 2009
3. VV 't Goy - ADO Den Haag (0-9) 25 november 2007

Grootste uitnederlaag (KNVB Beker)
1. Ter Leede - ADO Den Haag (1-0) 17 april 2010
  - Bijgewerkt t/m 27 maart 2015

### Nederlands elftal
ADO Den Haag-speelsters in het Nederlands elftal
| Periode    | Naam               | Interlands | Bij ADO Den Haag |
| ---------- | ------------------ | ---------- | ---------------- |
| 2000-heden | Dyanne Bito        | 128        | 11               |
| 2005-2010  | Jeanine van Dalen  | 10         | 9                |
| 2005-heden | Nangila van Eyck   | 34         | 11               |
| 200?-2009  | Karin Legemate     | 22         | 14               |
| 2008-2009  | Petra Dugardein    | 4          | 2                |
| 2009-2015  | Silvia Nooij       | 6          | 6                |
| 2009-heden | Leonne Stentler    | 9          | 9                |
| 2010-heden | Renate Jansen      | 3          | 3                |
| 2010-2010  | Lisanne Grimberg   | 1          | 1                |
| 2010-2017  | Mandy van den Berg | 23         | 23               |
| 2011-2011  | Jill Wilmot        | 3          | 3                |
| 2012-2017  | Tessel Middag      | 4          | 4                |
| 2013-heden | Barbara Lorsheijd  | 1          | 0                |

- Bijgewerkt t/m 17 oktober 2024

### Topscorers
- 2007/08:  Nangila van Eyck (6)
- 2008/09:  Lisanne Grimberg (8)
0000000:  Renate Jansen (8)
- 2009/10:  Lisanne Grimberg (7)
0000000:  Renate Jansen (7)
- 2010/11:  Lisanne Grimberg (14)
0000000:  Renate Jansen (14)
- 2011/12:  Renate Jansen (10)
0000000:  Tessel Middag (10)
0000000:  Jill Wilmot (10)
- 2012/13:  Renate Jansen (15)
- 2013/14:  Renate Jansen (21)
- 2014/15:  Lineth Beerensteyn (17)
- 2015/16:  Lineth Beerensteyn (11)
- 2016/17:  Pia Rijsdijk (10)
- 2017/18:  Victoria Pelova (11)
- 2018/19:  Pia Rijsdijk (17)
- 2019/20:  Chasity Grant (4)
0000000:  Maartje Looijen (4)
- 2020/21:  Jaimy Ravensbergen (7)
- 2021/22:  Jaimy Ravensbergen (11)
- 2022/23:  Liz Rijsbergen (11)
- 2023/24:  Lobke Loonen (13)
- 2024/25:  Manon van Raay (7)
- 2025/26: n.n.b.

### Trainers
- 2007–2014:  Sarina Wiegman
- 2014–2015:  Marcel Valk
- 2015–2016:  Alex Scholte
- 2016–2019:  Arend Regeer
- 2019–2023:  Sjaak Polak
- 2023–2024:  Alex Scholte &  Stephan Vos
- 2024:  Stephan Vos
- 2024–heden:  Marten Glotzbach

## Voetnoten
1 Lorsheijd ·
2 Vonk ·
3 Noordermeer ·
4 Pijnacker Hordijk ·
5 Nelemans ·
6 Raaijmakers  ·
7 Van Raay ·
8 Van den Goorbergh ·
9 Loonen ·
10 Van Oosten ·
11 Viehoff ·
14 Remmers ·
15 Van den Ende ·
16 Grimmius ·
18 Glotzbach ·
19 Boerboom ·
20 Van Mierlo ·
21 Burgers ·
23 Dupon ·
24 Van Egmond ·
35 Bol ·
Coach: Glotzbach
Assistent-coach: Van Tol
ADO Den Haag · Ajax · AZ · Excelsior · Feyenoord · sc Heerenveen · NAC Breda · PEC Zwolle · PSV · Telstar · FC Twente · FC Utrecht